# Filip Marchwiński
Filip Marchwiński (ur. 10 stycznia 2002 w Poznaniu) – polski piłkarz, występujący na pozycji pomocnika we włoskim klubie Lecce. Od 2023 reprezentant Polski, wcześniej jej drużyn młodzieżowych.

## Kariera klubowa
Marchwiński rozpoczynał karierę juniorską w UKS Skórzewo, następnie dołączył do Lecha Poznań. W pierwszym zespole „Kolejorza” zadebiutował 16 grudnia 2018 roku, w wieku 16 lat, strzelając bramkę w wygranym 6:0 meczu przeciwko Zagłębiu Sosnowiec. W marcu 2023 wybrany przez Ekstraklasę „młodzieżowcem miesiąca”.

## Kariera reprezentacyjna
Wielokrotnie reprezentował młodzieżowe kadry narodowe. 5 października otrzymał powołanie do reprezentacji Polski od nowego selekcjonera, Michała Probierza. 12 października 2023 otrzymał szansę debiutu w seniorskiej kadrze w meczu eliminacji Mistrzostw Europy 2024 z Wyspami Owczymi (2:0).

## Statystyki

### Klubowe
Stan na 19 sierpnia 2024
| Klub               | Sezon              | Liga               | Liga  | Liga   | Liga   | Puchar kraju | Puchar kraju | Puchar kraju | Europa | Europa | Europa | Suma  | Suma   | Suma   |
| Klub               | Sezon              | Liga               | Mecze | Bramki | Asysty | Mecze        | Bramki       | Asysty       | Mecze  | Bramki | Asysty | Mecze | Bramki | Asysty |
| ------------------ | ------------------ | ------------------ | ----- | ------ | ------ | ------------ | ------------ | ------------ | ------ | ------ | ------ | ----- | ------ | ------ |
| Lech II Poznań     | 2018/2019          | III liga, grupa II | 12    | 2      | 0      | 0            | 0            | 0            | 0      | 0      | 0      | 12    | 2      | 0      |
| Lech II Poznań     | 2019/2020          | II liga            | 8     | 2      | 0      | 0            | 0            | 0            | 0      | 0      | 0      | 8     | 2      | 0      |
| Lech II Poznań     | 2020/2021          | II liga            | 7     | 2      | 1      | 0            | 0            | 0            | 0      | 0      | 0      | 7     | 2      | 1      |
| Lech II Poznań     | 2021/2022          | II liga            | 6     | 1      | 1      | 0            | 0            | 0            | 0      | 0      | 0      | 6     | 1      | 1      |
| Lech II Poznań     | 2022/2023          | II liga            | 1     | 0      | 0      | 0            | 0            | 0            | 0      | 0      | 0      | 1     | 0      | 0      |
| Lech II Poznań     | Ogólnie            | Ogólnie            | 34    | 7      | 2      | 0            | 0            | 0            | 0      | 0      | 0      | 34    | 7      | 2      |
| Lech Poznań        | 2018/2019          | Ekstraklasa        | 11    | 2      | 1      | 0            | 0            | 0            | 0      | 0      | 0      | 11    | 2      | 1      |
| Lech Poznań        | 2019/2020          | Ekstraklasa        | 20    | 3      | 0      | 3            | 1            | 0            | 0      | 0      | 0      | 23    | 4      | 0      |
| Lech Poznań        | 2020/2021          | Ekstraklasa        | 21    | 1      | 0      | 2            | 0            | 0            | 9      | 1      | 0      | 32    | 2      | 0      |
| Lech Poznań        | 2021/2022          | Ekstraklasa        | 18    | 0      | 0      | 5            | 1            | 0            | 0      | 0      | 0      | 23    | 1      | 0      |
| Lech Poznań        | 2022/2023          | Ekstraklasa        | 27    | 5      | 1      | 0            | 0            | 0            | 15     | 3      | 1      | 42    | 8      | 2      |
| Lech Poznań        | 2023/2024          | Ekstraklasa        | 1     | 2      | 0      | 0            | 0            | 0            | 0      | 0      | 0      | 1     | 2      | 0      |
| Lech Poznań        | Ogólnie            | Ogólnie            | 98    | 13     | 2      | 10           | 2            | 0            | 24     | 4      | 1      | 132   | 19     | 3      |
| US Lecce           | 2024/2025          | Serie A            | 1     | 0      | 0      | 1            | 0            | 0            | 0      | 0      | 0      | 0     | 0      | 0      |
| Ogólnie w karierze | Ogólnie w karierze | Ogólnie w karierze | 133   | 21     | 4      | 11           | 2            | 0            | 24     | 4      | 1      | 166   | 27     | 5      |

### Reprezentacyjne
(aktualne na dzień 15 października 2023)
| Reprezentacja | Rok     | Mecze | Bramki |
| ------------- | ------- | ----- | ------ |
| Polska        | 2023    | 2     | 0      |
| Ogólnie       | Ogólnie | 2     | 0      |

| Mecze i gole w reprezentacji | Mecze i gole w reprezentacji | Mecze i gole w reprezentacji | Mecze i gole w reprezentacji | Mecze i gole w reprezentacji | Mecze i gole w reprezentacji |
| Lp.                          | Data                         | Miasto                       | Przeciwnik                   | Wynik                        | Rozgrywki                    |
| ---------------------------- | ---------------------------- | ---------------------------- | ---------------------------- | ---------------------------- | ---------------------------- |
| 1.                           | 12.10.2023                   | Thorshavn                    | Wyspy Owcze                  | 2:0                          | el. ME 2024                  |
| 2.                           | 15.10.2023                   | Warszawa                     | Mołdawia                     | 1:1                          | el. ME 2024                  |

## Sukcesy

### Lech Poznań
- Mistrz Polski: 2021/2022
- Wicemistrz Polski: 2019/2020

## Życie prywatne
W 2023 zadeklarował się jako osoba wierząca w Boga.